# Lars Stierneld (lagman)
Lars Stierneld, född 1 september 1716, död 29 augusti 1776, var en svensk lagman och hovrättsråd.
Han var fältsekreterare vid armén i Skåne 1746 och assessor vid Göta hovrätt 1747 och hovrättsråd där 1753. Han blev lagman i Västergötlands och Dals lagsaga 1761 och genom byte lagman i Skånska lagsagan 1770..